# Platanus mexicana
Platanus mexicana, drvo iz roda vodoklena rašireno po sjeveroistočnom Meksiku
Raste uz vodotoke meksičkih država Tamaulipas, Nuevo Leon, San Luis Potosi i Veracruz. Naraste od 15 do 20 metara visine, i 1.5 metara u promjeru. Zbog široke krošnje sadi se zbog sjene. Drvodjelje od njegovog drveta izrađuju posude i žlice.

## Sinonimi
- Platanus glabrata Fernald
- Platanus mexicana var. interior Nixon & J.M.Poole
- Platanus occidentalis var. glabrata (Fernald) Sarg.